# フェリペ・カルデロン
フェリーペ・デ・ヘスス・カルデロン・イノホーサ（スペイン語: Felipe de Jesús Calderón Hinojosa, 1962年8月18日 - ）は、メキシコの政治家。同国大統領（第56代）、国民行動党党首などを歴任した。
2006年7月2日の大統領選挙において、当初は当選は有力視されていなかったが、選挙直前にライバルである民主革命党のアンドレス・マヌエル・ロペス・オブラドールが自身の失言によって支持率が急落。激戦の末に勝利し、同年12月1日より大統領に就任した。

## メキシコ麻薬戦争の遂行
2006年に就任以来、アメリカ合衆国の捜査当局と協調しながら、麻薬の密造・密輸組織（カルテル）の撲滅に全力を挙げている。密輸組織側は、強硬姿勢に対し実力行使で反撃しており、2007年以降数千人の死者を出す状態となっている。
大統領側も行政や警察組織を総動員し、密売組織からの恐喝、癒着により行政機能しない場合には、警察幹部や州知事すらも逮捕するという不退転の姿勢で臨み、軍隊の投入も各都市で行われている。アメリカとの共同作戦だけでも、2009年2月までに麻薬組織の幹部級を含めた約750人を逮捕、マネーロンダリングを試みた現金約5900万ドル、コカイン1万2000キロ、覚醒剤544キロ、MDMA130万錠などが押収されるという成果を収める一方、軍や警察官の殺害が相次ぐほか、2009年8月には大統領暗殺計画が発覚するなど自らの命を危険にさらす大きな代償も払っている。

## ギャラリー
- アルゼンチンのクリスティーナ・フェルナンデス・デ・キルチネル大統領と（2009年4月17日）
- 米国のバラク・オバマ大統領と（2009年8月9日）
- 左からマルガリータ・ザヴァラ、米国のジル・バイデン、同国のヒラリー・クリントン、カルデロン、米国のジョー・バイデン副大統領（2010年5月19日）
- 韓国の李明博大統領と（2010年7月1日）
- 左から世界旅行ツーリズム協議会理事長のグロリア・ゲバラ、スペインのホセ・マリア・アスナール元首相、カルデロン、コスタリカのラウラ・チンチージャ、アルゼンチンのマルコス・ペーニャ首相（2018年4月19日）